# Ихоярвенкюля
И́хоярвенкюля (фин. Ihojärvenkylä) — посёлок в составе Куркиёкского сельского поселения Лахденпохского района Республики Карелия.

## Общие сведения
Расположен на берегу реки Ихойоки.

## Население
| 2002 | 2009 | 2010 | 2013 |
| ---- | ---- | ---- | ---- |
| 41   | ↘31  | ↘27  | ↗28  |

## Улицы
В посёлке всего лишь одна улица — Центральная.